# ジャン・フランソワ・ジェニー・クラーク
ジャン・フランソワ・ジェニー・クラーク（Jean-François Jenny-Clark、1944年7月12日 - 1998年10月6日）は、フランスのダブルベース奏者。ヨーロピアン・ジャズの最も重要なベーシストの一人とされている。
ドラマーのアルド・ロマーノと共に1965年のドン・チェリー率いるヨーロピアン・クインテットでリズム・セクションを提供し、スティーヴ・レイシーとレコーディングし、キース・ジャレット（1970年頃）とコンサートを行い、ヤスパー・ファントフのグループであるポーク・パイ（チャーリー・マリアーノも在籍。1975年頃）に加わりコンサートを行った。
ディエゴ・マッソンのアンサンブル「ムジーク・ヴィヴァンテ」のメンバーとしては、ジョン・ケージ、ルチアーノ・ベリオ、マウリシオ・カーゲル、カールハインツ・シュトックハウゼン、ピエール・ブーレーズ、ヴィンコ・グロボカールによる現代音楽作品を演奏してきた。
1984年から1987年にかけては、アルベルト・マンゲルスドルフと共にドイツとフランスのジャズ・アンサンブルを率いた。また、1985年以来、ジェニー・クラークは主にドイツのピアニストであるヨアヒム・キューンと、スイスのドラマーであるダニエル・ユメールと共に、賛辞を受けたトリオによって演奏を行っている。

## ディスコグラフィ

### リーダー・アルバム
- Divieto Di Santificazione (1977年、Horo) ※with アルド・ロマーノ
- New Moon (1978年、Musica) ※ ※with スティーヴ・グロスマン
- En Direct D'Antibes (1980年、Carlyne) ※Quintet René Urtreger名義
- Albert Live In Montreux! (1981年、MPS) ※with アルベルト・マンゲルスドルフ、ロナルド・シャノン・ジャクソン
- Welcome (1987年、Soul Note) ※with クラウディオ・ファゾーリ、ケニー・ホイーラー、ダニエル・ユメール
- Unison (1987年、CMP)
- 『9/11p.m.タウン・ホール』 - 9 - 11 pm Town Hall (1988年、Label Bleu) ※with ダニエル・ユメール、ミシェル・ポルタル、マーシャル・ソラール、ヨアヒム・キューン、マルク・デュクレ
- Land (1989年、Innowo) ※with クラウディオ・ファゾーリ、ケニー・ホイーラー
- 『senza tempo』 - Senza Tempo (1990年、Egg Farm) ※with 富樫雅彦、三宅榛名、高橋悠治
- 8 Years Old (1991年、Big Blue) ※with Georges Paczynski、Jean-Christophe Levinson
- Ternaire (1992年、Deux Z) ※with デヴィッド・フリードマン、ダニエル・ユメール
- 『パリ・セッションVol.1〜オータム・イン・パリ』 - Autumn in Paris (1992年、Ninety-One) ※with 富樫雅彦、佐藤允彦
- A Winter's Tale (1993年、Nato) ※with トニー・ハイマス、ジャック・トロ
- 『オープン・アーキテクチャー』 - Open Architecture (1993年、Ninety-One) ※with ダニエル・ユメール、ジェリー・バーガンジィ
- 『サン・ティトレ〜松本セッション』 - Sans Titre (1993年、日本クラウン) ※ムダーイ・トリオ名義。with 富樫雅彦、佐藤允彦
- Levin'Song (1994年、JPB Production) ※with Georges Paczynski、Jean-Christophe Levinson
- Un Ciel De Traîne (1995年、CC Production)
- Takiya ! Tokaya ! (1997年、Label Hopi)
- Il Piacere (2001年、Owl) ※with アルド・ロマーノ、ミシェル・ポルタル、クロード・バルテレミー
- Solo (2003年、La Buissonne)
- 『クロッシング・オービッツ』 - Crossing Orbits (2012年、Studio Songs) ※with 富樫雅彦、佐藤允彦
- The Unique Concert (2020年、Disques JMS) ※with ディディエ・ロックウッド、ゴードン・ベック、アラン・ホールズワース、アルド・ロマーノ